# Radah (Sängersklavin)
Radah (arabisch رداح; geb. im späten 10. oder frühen 11. Jahrhundert, gest. nach 1023) war eine Sängersklavin im Besitz des Cordoba-Kalifen Abd ar-Rahman V. (1023–1024).

## Leben
Radah wird in den Quellen als schlanke, verführerische Frau mit schweren Hüften beschrieben, wobei ihr Sklavenname ein Wortspiel ist, da er '(Frau) mit schweren Hüften' bedeutet. Radah war eine begnadete Sängerin und Dichterin und gehörte neben anderen Sängersklavinnen dem Cordoba-Kalifen Abd ar-Rahman V. (reg. 1023–1024).

## Rezeption
In der klassisch-arabischen Literatur wird Radah unter anderem in Ibn Fadlallah al-Umaris (1301–1349) Hauptwerk, dem Lexikon Masālik al-abṣār fī mamālik al-amṣār in seinem Kapitel über bekannte Sängersklavinnen erwähnt.

### Arabische Primärquellen
- Ibn Fadlallah al-Umari (1301–1349): Masālik al-abṣār fī mamālik al-amṣār. Ins Deutsche übersetzt von Yasemin Gökpinar: Der ṭarab der Sängersklavinnen: Masālik al-abṣār fī mamālik al-amṣār von Ibn Faḍlallāh al-ʿUmarī (gest. 749/1349): Textkritische Edition des 10. Kapitels Ahl ʿilm al-mūsīqī mit kommentierter Übersetzung, Ergon Verlag, Baden-Baden 2021.

### Sekundärliteratur
- Yasemin Gökpinar: Der ṭarab der Sängersklavinnen: Masālik al-abṣār fī mamālik al-amṣār von Ibn Faḍlallāh al-ʿUmarī (gest. 749/1349): Textkritische Edition des 10. Kapitels Ahl ʿilm al-mūsīqī mit kommentierter Übersetzung, Ergon Verlag, Baden-Baden 2021.